# Barbara Baarsma
Barbara Elisabeth Baarsma (Leiden, 19 november 1969) is een Nederlandse econome. Zij is sinds 2023 hoofdeconoom bij PwC Nederland en sinds 2009 hoogleraar toegepaste economie aan de Universiteit van Amsterdam. Voorheen was zij kroonlid van de Sociaal-Economische Raad (SER) en werkzaam bij de Rabobank.

## Jeugd en opleiding
Barbara Baarsma is in 1969 geboren in Leiden als dochter van een arts. Op jonge leeftijd verhuisde ze naar Goeree-Overflakkee waar haar vader werkt als kno-arts en haar moeder als humanistisch raadsvrouw. In Middelharnis volgde Barbara Baarsma Atheneum B. Na haar middelbare school begon Baarsma een studie Industrieel Ontwerpen aan de TU Delft. Na een jaar stapte zij over op economie aan de Universiteit van Amsterdam, waarin zij in 1994 cum laude afstudeerde. In 2000 promoveerde Baarsma aan de UvA tot doctor in de economie.

## Carrière
Sinds 2009 is zij hoogleraar toegepaste economie aan de Universiteit van Amsterdam. Van 2008 tot 1 april 2016 was zij directeur van het onafhankelijke adviesbureau SEO Economisch Onderzoek In 2012 is Baarsma benoemd tot kroonlid van de SER. Per 1 april 2016 is zij benoemd tot directeur Kennisontwikkeling bij de Rabobank. Van januari 2019 tot maart 2021 was zij directievoorzitter van Rabobank Amsterdam. Hierna werd ze directeur van Rabo Carbon Bank. Eind 2023 stapte ze over naar PricewaterhouseCoopers (PwC), waar ze als hoofdeconoom Jan Willem Velthuijsen opvolgde.
Daarnaast vervult zij verschillende maatschappelijke nevenfuncties. Zo is zij voorzitter van de Bankraad van DNB en lid van het Nederlands Comité voor Ondernemerschap. Eerder was ze lid van de Monitoring Commissie Corporate Governance. Voor haar overstap naar Rabobank had Baarsma diverse toezichthoudende functies. Zo zat ze in Raad van Commissarissen van Loyalis NV, Espria en Aon Groep Nederland bv, Woonzorg en het St. Elisabeth Ziekenhuis Tilburg.
In 2022 schreef Baarsma het boek ‘Groene Groei’, over de vraag of economische groei wel kan samengaan met het behalen van klimaatdoelen. In 2024 volgde ‘Duurzame financiering’, over hoe de financiële sector vergroening van de economie kan sturen. Dit boek schreef Baarsma samen met Maarten Biermans, eveneens een voormalig Rabobank-econoom.

## Kritiek
Baarsma was betrokken bij Herstel-NL, een organisatie met een plan om de economie te heropenen in plaats van de lockdown die in februari 2021 was ingesteld voor de bestrijding van de coronapandemie. Op het voorstel kwam veel kritiek. Zo viel het idee om kwetsbare mensen over te brengen naar "veilige zones" niet bij iedereen goed. Baarsma werd verweten dat zij haar rol van onafhankelijk wetenschapper zou hebben verzaakt. Enkele dagen nadat de plannen waren gepresenteerd liet zij weten niet langer actief te zijn voor Herstel-NL. Ook economen Bas Jacobs en Coen Teulings stapten uit deze organisatie. Ze ontving doodsbedreigingen, bleek later.
In maart 2022 werd Baarsma genoemd in de zaak van de mondkapjesdeal rond Sywert van Lienden. Volgens Follow the Money gaf Baarsma als directievoorzitster van Rabobank Amsterdam steun aan het initiatief van de Stichting Hulptroepen Alliantie. Ze stond in de CC van een mail aan het ministerie van Volksgezondheid. Ook zou de stichting een financieringsaanvraag van 115 miljoen euro hebben ingediend bij Rabobank. Baarsma gaf zelf aan om de tuin geleid te zijn.
Baarsma oogstte kritiek toen zij pleitte voor een persoonlijk CO2-budget, met name voor het idee dat mensen met genoeg geld ‘CO2-rechten’ zouden kunnen kopen van mensen die minder te besteden hebben, wat volgens haar critici ongelijkheid in de hand zou werken. Zij verklaarde: "Iemand die niet wil vliegen, omdat die daar bijvoorbeeld geen geld voor heeft, die verkoopt aan mij uitstootrechten. En krijgt daardoor een beetje meer geld. Zo kunnen mensen met een smalle portemonnee ook iets verdienen aan vergroening."
Ze is regelmatig te gast bij tv-programma’s als Jinek, Op1 en voorheen De Wereld Draait Door en Pauw.

## Politiek
Baarsma was volgens het blad Ravage in 2013 lid van de VVD en is in elk geval vanaf 2019 lid van D66. Ze schreef onder andere mee aan het partijprogramma voor de Europese verkiezingen van 2019.

## Persoonlijk
Baarsma heeft een gezin met twee zonen.
- Gemeinsame Normdatei: 173446361
- International Standard Name Identifier: 0000 0003 6901 8543
- Library of Congress Control Number: no2020130619
- Mathematics Genealogy Project: 216857
- NARCIS: PRS1258596
- Nederlandse Thesaurus van Auteursnamen: 16146436X
- Virtual International Authority File: 209326772